# موري كش (كوهمرة خامي)
موري کش (بالفارسية: موری کش) هي قرية تقع في إيران في قسم كوهمرة خامي الريفي.